# De kunst van het oorlogvoeren
De kunst van het oorlogvoeren (Traditioneel Chinees: 孫子兵法, Vereenvoudigd Chinees 孙子兵法, Hanyu Pinyin: 
Sūn Zǐ Bīng Fǎ, ook gekend onder de Engelstalige titel The Art of War), is een standaardwerk over de strategie van het oorlogvoeren, geschreven in de 5e eeuw v.Chr. door de Chinese generaal Sun Tzu (of Sunzi). Het wordt beschouwd als het oudst bekende boek over oorlog en militaire strategie. In dertien korte hoofdstukken worden de verschillende factoren in het oorlog voeren beschreven, op een manier die nog steeds actueel is. Het boek heeft een grote invloed gehad op militaire strategieën zowel in het Azië als in Europa. De principes zijn ook op andere gebieden van toepassing, zoals in het management en de advocatuur.

## Sun Tzu

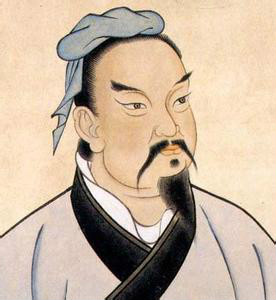
Sun Tzu

Sun Tzu was generaal en militair strateeg van het Chinese koninkrijk Wu ten tijde van de Periode van Lente en Herfst (771 - 476 v.Chr.). Het koninkrijk werd bedreigd door het veel sterkere Chu en Sun Tzu zou verschillende strategieën ontwikkeld hebben waarmee hij Chu wist te verslaan. Deze strategieën zou hij later beschrijven in het boek.

## Verspreiding van het boek
Mogelijk is het boek niet geheel geschreven door Sun Tzu maar een samenvoeging van verschillende oorlogsstrategieën van verschillende generaals uit verschillende vorstendommen. Het boek zou grote invloed hebben op de gebruikte strategieën in de latere Periode van de Strijdende Staten (481 - 403). Lange tijd zou het boek geheim blijven buiten de hoven van de verschillende Chinese vorstendommen, maar later dook het op in Japan. De daimyo Takeda Shingen (1521 - 1573) zou naar verluidt onverslaanbaar zijn geworden door het volgen van de principes van Sun Tzu en een van de machtigste mannen van het land worden om vervolgens zijn eigen strategie genaamd Furinkazan te schrijven. In 1772 zou de Franse missionaris Jean Joseph Marie Amiot het boek in het Frans vertalen. Gevolgd door een Engelse vertaling door Lionel Giles in 1910. Het werd een standaardwerk dat door alle grote strategen bestudeerd zou worden en zo ook in de westerse wereld een belangrijke rol zou spelen.

## Inhoud
In het boek beschrijft Sun Tzu hoe aan de hand van vijf factoren kan worden bepaald welke van twee legers een veldslag zal winnen. Ook beschrijft hij de strategie van kosten, bevoorrading, terrein, het gebruik van vuur en het gebruik van spionnen. Zijn boodschap was dat wanneer men de regels in zijn boek zou naleven men zal overwinnen, wanneer men de wijsheid in het boek zou negeren zou men verliezen. Terugkerende principes zijn dat men de vijand goed moet bestuderen om deze te kunnen voorspellen en een stap voor te blijven, daar moet aanvallen waar de vijand het zwakst is en wanneer de strijd zonder geweld gewonnen kan worden dit altijd de voorkeur moet hebben. Verder speelt in elke oorlog het principe van bedrog een grote rol.
Het boek omvat de volgende hoofdstukken:
1. Over beoordelingen: Benoemt de vijf sleutelelementen die aan strijd ten grondslag liggen (missie, klimaat, terrein, leiderschap en methoden) en hoe krachten tegen de concurrentie af te zetten.
2. Over het leveren van veldslagen: Behandelt de economische kant van strijd en de noodzaak voor het beperken van de duur en kosten van de strijd.
3. Het voorbereiden van de aanval: Stelt dat de bron van kracht bestaat uit eenheid, niet grootte, en de vijf ingrediënten voor succes in elke competitieve situatie.
4. Strategische posities: Legt het belang van het verdedigen van bestaande posities tot je ze kunt verbeteren en dat mogelijkheden moeten worden herkend, niet gemaakt.
5. Strategisch voordeel: Behandelt het gebruik van creativiteit en timing voor het opbouwen van momentum.
6. Zwakke punten en sterke punten: Verklaart hoe de zwakke kanten van de concurrentie op een bepaald gebied mogelijkheden kunnen scheppen.
7. Gewapend treffen: Legt de gevaren van een direct conflict uit en hoe deze te winnen wanneer ze worden opgedrongen.
8. Zich aanpassen aan de negen variabelen: Richt zich op de noodzaak voor flexibiliteit in antwoorden en legt uit hoe succesvol op wijzigende omstandigheden in te spelen.
9. Inzetten van het leger: Beschrijft de verschillende situaties waarin je je bevindt als je in nieuwe conflictgebieden begeeft en hoe daarop te antwoorden. Veel daarvan richt zich op het evalueren van de bedoelingen van anderen.
10. Het terrein: Kijkt naar de drie soorten weerstand (afstand, gevaren en hindernissen) en de zes soorten terreinposities die hieruit voorkomen. Elk van deze posities biedt voordelen en nadelen.
11. De negen terreinsoorten: Beschrijft negen situaties in een competitieve campagne en de vaardigheden die nodig zijn om elk van hen succesvol te overkomen.
12. Aanval met brandstichting: Legt in het algemeen het gebruik van wapens uit. Het benoemt de vijf aanvalsdoelen, vijf soorten aanvallen en de juiste respons op deze aanvallen.
13. Gebruik van spionnen: Richt zich op het belang van goede informatiebronnen, specifieker de vijf soorten bronnen en hoe ze te beheersen.

## Nederlandse vertalingen
Er bestaat van dit werk geen Nederlandse vertaling uit de grondtekst.
- Sun Tzu. De kunst van het oorlogvoeren, vertaald uit het Engels door Anders Pieterse, 1994. ISBN 9021532123 (gebaseerd op een Engelse uitgave door Roger T. Ames uit 1993)
- Sun Tzu. Winnen zonder strijd. Een nieuwe interpretatie van beproefde strategische inzichten, vertaald uit het Engels door Peter van der Roest, 2010. ISBN 9069636247 (gebaseerd op een Engelse uitgave door The Denma Translation Group uit 2001)